# Siliștea, Prahova
Siliștea este un sat în comuna Tătaru din județul Prahova, Muntenia, România.
 Acest articol despre o localitate din județul Prahova este deocamdată un ciot. Puteți ajuta Wikipedia prin completarea lui.